# Pétition de cinq millions de femmes américaines contre le viol de guerre

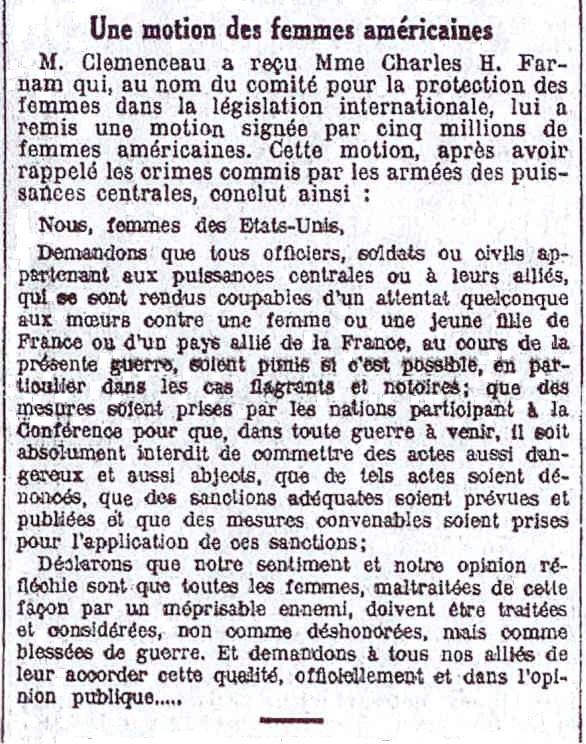
Le Temps, 16 avril 1919.

La pétition de cinq millions de femmes américaines contre le viol de guerre est une pétition protestant contre le viol de guerre, paraphée par cinq millions de femmes des États-Unis et remis le 15 avril 1919 à Georges Clemenceau, président de la Conférence de la paix de Paris.

## Le document

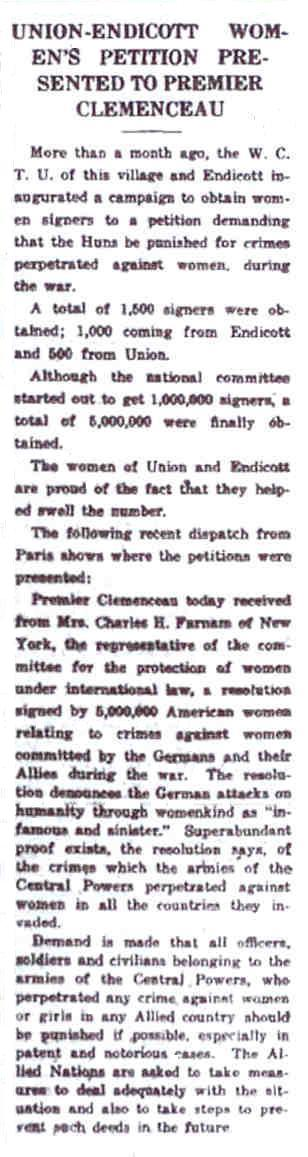
News Dispatch, 24 avril 1919.

Il a été remis à Clemenceau par Mme Charles H. Farnam au nom du comité pour la protection des femmes dans la législation internationale.
Son texte condamne les militaires ou civils des Empires centraux et leurs alliés agresseurs de femmes et jeunes filles au cours de la Première Guerre mondiale.
Il exige qu'ils soient punis, car

« ...de tels crimes, outre qu’ils constituent une monstrueuse insulte à la dignité de la femme, atteignent au cœur même de la société, le foyer [...] et placent la société dans l’alternative suivante : ou bien, consentant ainsi à sa propre destruction, tolérer que le fait de violer femmes et jeunes filles, de les mutiler, de les réduire en esclavage, de les soumettre de force à la prostitution, devienne par la force du précédent une coutume admise par les lois de la guerre ; ou bien ruiner ce précédent sans erreur possible. »

Dépassant les conséquences de ce seul conflit, la pétition demande une lutte active, résolue, publique et officielle contre l'agression de femmes ou jeunes filles lors de nouveaux conflits à venir.
Cette pétition s'oppose catégoriquement à la culpabilisation des femmes violées durant une guerre.
La remise de cette pétition est rapportée par la presse française et américaine, de l'époque.

## Conclusion de la pétition
La pétition se conclut ainsi :

« Nous, femmes des États-Unis,
Demandons que tous les officiers, soldats ou civils appartenant aux puissances centrales ou à leurs alliés, qui se sont rendues coupables d'un attentat quelconque contre une femme ou une jeune fille de France ou d'un pays allié de la France, au cours de la présente guerre, soient punis si c'est possible, en particulier dans tous les cas flagrants et notoires ; que des mesures soient prises par les nations participant à la Conférence pour que, dans toute guerre à venir, il soit absolument interdit de commettre des actes aussi dangereux et aussi abjects, que de tels actes soient dénoncés, que des sanctions adéquates soient prévues et publiées et que des mesures convenables soient prises pour l'application de ces sanctions ;
Déclarons que notre sentiment et notre opinion réfléchie sont que toutes les femmes, maltraitées de cette façon par un méprisable ennemi, doivent être traitées et considérées, non comme déshonorées, mais comme blessées de guerre. Et demandons à tous nos alliés de leur accorder cette qualité, officiellement et dans l'opinion publique..... »